# Take a Break
Take a Break — четвёртый студийный альбом группы Me First and the Gimme Gimmes, выпущенный 1 июля 2003 года на лейбле Fat Wreck Chords. Он полностью состоит из кавер-версий песен в жанре R&B. Диск занял 131-е место в чарте Billboard 200 и шестую строчку в Independent Albums. Обложка оформлена фотографом из Сан-Франциско Джеем Блейксбергом.
На сайте Allmusic альбому поставили 4,5 звезды из пяти и назвали «простым рок-н-роллом без чванства». На Punknews.org работа получила 3,5 звезды и была описана как «не самая лучшая, но всё ещё забавная».

## Список композиций
| №   | Название                    | Автор(ы)                                                      | Оригинальный исполнитель | Длительность |
| --- | --------------------------- | ------------------------------------------------------------- | ------------------------ | ------------ |
| 1.  | «Where Do Broken Hearts Go» | Фрэнк Уайлдхорн, Chuck Jackson                                | Уитни Хьюстон            | 2:30         |
| 2.  | «Hello»                     | Лайнел Ричи                                                   | Лайнел Ричи              | 2:18         |
| 3.  | «End of the Road»           | Кеннет «Бэбифейс» Эдмондс, Антонио «Эл-Эй» Рид, Daryl Simmons | Boyz II Men              | 3:00         |
| 4.  | «Ain't No Sunshine»         | Билл Уизерс                                                   | Билл Уизерс              | 1:44         |
| 5.  | «Nothing Compares 2 U»      | Принс                                                         | The Family               | 2:42         |
| 6.  | «Crazy»                     | Seal, Guy Sigsworth                                           | Seal                     | 3:08         |
| 7.  | «Isn't She Lovely»          | Стиви Вандер                                                  | Стиви Вандер             | 2:25         |
| 8.  | «I Believe I Can Fly»       | R. Kelly                                                      | R. Kelly                 | 3:01         |
| 9.  | «Oh Girl»                   | Barbara Acklin, Eugene Record                                 | The Chi-Lites            | 1:58         |
| 10. | «I’ll Be There»             | Берри Горди, Bob West, Hal Davis, Willie Hutch                | The Jackson 5            | 2:07         |
| 11. | «Mona Lisa»                 | Ray Evans, Jay Livingston                                     | Нэт Кинг Коул            | 2:50         |
| 12. | «Save the Best for Last»    | Phil Galdston, Wendy Waldman, Jon Lind                        | Ванесса Уильямс          | 2:05         |
| 13. | «Natural Woman»             | Джерри Гоффин, Кэрол Кинг, Джерри Векслер                     | Арета Франклин           | 2:37         |